# Nola Note
Nola Note ist eine Kunstfigur, die insbesondere im Bereich der Kinderunterhaltung Bekanntheit erlangte. Sie wurde durch eine Zusammenarbeit zwischen der Autorin Petra Grube und dem Komponisten Thomas Klemm ins Leben gerufen. Die Werke rund um Nola Note, darunter Lieder, Geschichten und musikalische Erzählungen, wurden über JAKO-O veröffentlicht und fanden sowohl in der Tonträgerbranche als auch auf der Bühne großen Anklang.

## Hintergrund und Entwicklung
Nola Note ist eine musikalische Fantasiefigur in Gestalt eines Kindes. Sie wurde von Petra Grube geschaffen und lebt in einer Welt voller Musik, die durch die Kompositionen von Thomas Klemm zum Leben erweckt wird. Nola trägt einen gelben Zylinder, der mit Noten dekoriert ist, ein Ringelshirt, eine Fliege und einen Frack. Sie wird von der Illustratorin Ulrike Fischer gezeichnet.

## Produktionen und Aufführungen im deutschsprachigen Raum
Nola Note war nicht nur auf Tonträgern erfolgreich, sondern fand auch ihren Weg auf die Bühne. Einige der Aufführungen und Inszenierungen waren: „Nola Note – Eine musikalische Orchesterreise“ – Diese Produktion wurde mit großem Erfolg bei renommierten Veranstaltungen wie Classic Open Air in Berlin, in Hamburg, Nürnberg, Wernigerode und weiteren Orten in Deutschland und Österreich aufgeführt. Dabei wurde Nolas Reise durch die Welt der Orchesterinstrumente live inszeniert.
Auch Schulen und Kitas nutzen Nolas Abenteuer für den Musikunterricht oder bei Schulfesten und bitten immer wieder um Notenmaterial, um die Stücke selbst aufführen zu können.

## Weitere Entwicklungen
Bis 2022 wurden die Tonträger der Nola Note exklusiv von JAKO-O vertrieben.

## Diskografie
Die erfolgreiche Nola Note-Tonträger-Serie, die von 2008 bis 2022 ausschließlich über JAKO-O verkauft wurde, umfasst mehrere Alben. Mittlerweile sind die Titel im freien Handel über Amazon, Thalia, Weltbild, Spotify, Hugendubel etc. als DVDs oder über Streaming erhältlich.
- 2008: „Nola Note – Eine musikalische Weltreise“ – Nola Note lädt ein zur Weltreise für kleine Ohren. Auf jedem Kontinent hat sie andere Instrumente als Freunde: Dabei erzählt sie viel Spannendes von den Ländern und Menschen, deren Musik so unterschiedlich ist wie ihr Leben, ihre Tänze, ihre Kultur, ihr Temperament.
- 2011: „Nola Note – Eine musikalische Orchesterreise“ – Nola besucht ihren Freund Konrad Kontrabass, der plötzlich in einem Orchester einspringen muss. Nola lernt dabei spielerisch alle Instrumente des klassischen Orchesters kennen.
- 2013: „Nola Note – Eine musikalische Zeitreise“ – Nola begibt sich auf eine Reise durch die Zeit und entdeckt historische Töne, Klänge und Musikinstrumente aus verschiedenen Epochen, beginnend mit der Urgesellschaft.
- 2014: „Nola Notes musikalische Weltreise, Teil 2“ – Nola besucht erneut ihre Freunde in aller Welt und entdeckt weitere internationale Klangwelten.
- 2016: „Nola Note Auf musikalischer Weihnachtsreise“ – Eine weihnachtliche Reise, die Nola auf verschiedene Weise die musikalischen Traditionen der Weihnachtszeit erleben lässt.
- 2019: „Nola Notes musikalische Naturreise“ Nola entdeckt die Natur und erfährt mehr über die Verantwortung, die wir tragen, um unsere Umwelt zu erhalten.